# Yoshino-jingū
Le Yoshino-jingū (吉野神宮) est un sanctuaire shinto situé dans le district de Yoshino de la préfecture de Nara au Japon. Il a été fondé en 1892. Le principal kami qui y est vénéré est celui de l'empereur Go-Daigo. Le principal festival du sanctuaire se déroule tous les 27 septembre.
C'était anciennement un sanctuaire impérial de premier rang (官幣大社, kanpei taisha) dans le système moderne de classement des sanctuaires shinto.
C'est l'un des quinze sanctuaires de la restauration de Kenmu.

## Source de la traduction
- (en) Cet article est partiellement ou en totalité issu de l’article de Wikipédia en anglais intitulé « Yoshino Shrine » (voir la liste des auteurs).